# Pincené

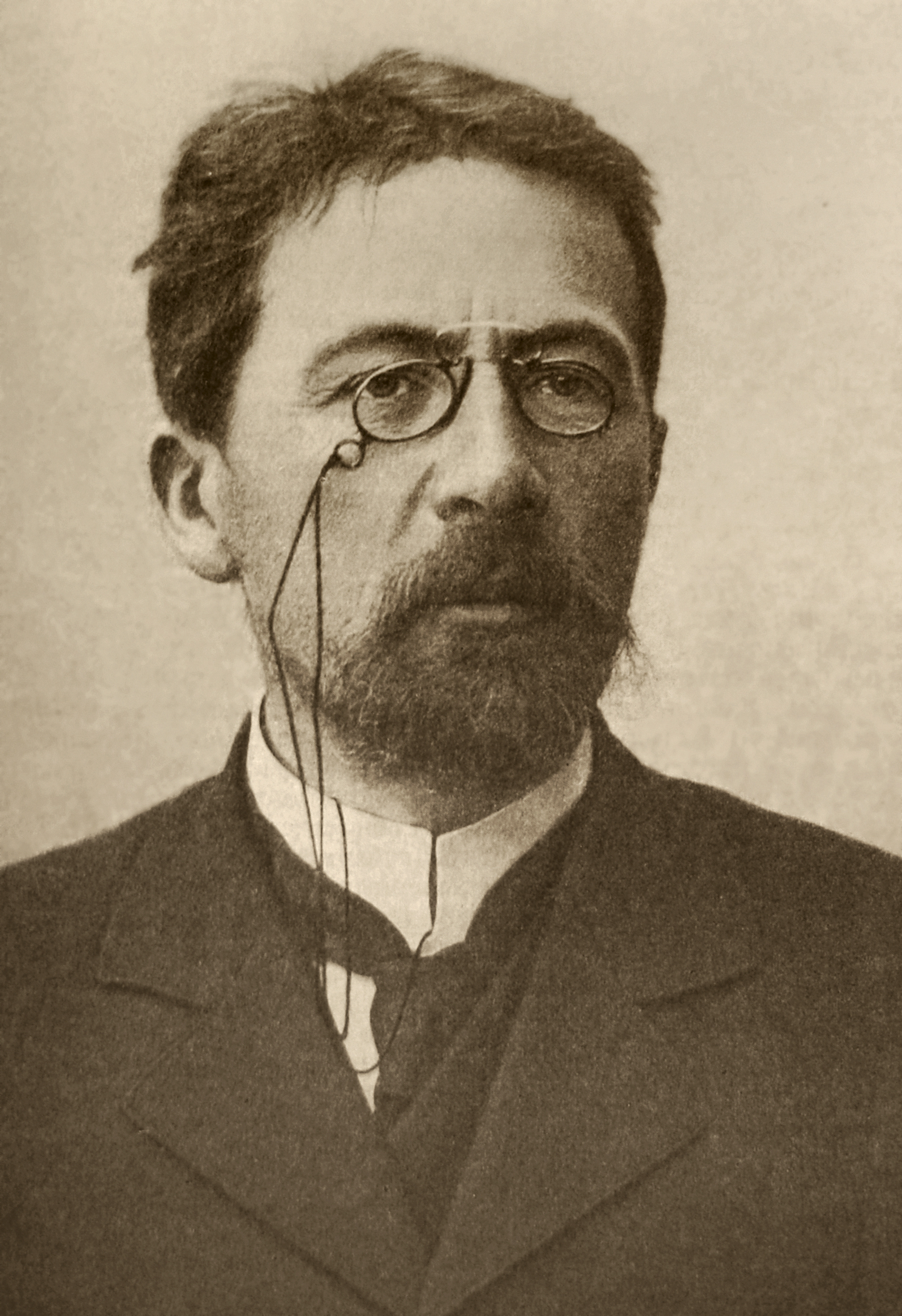
Anton Tjechov med pincené

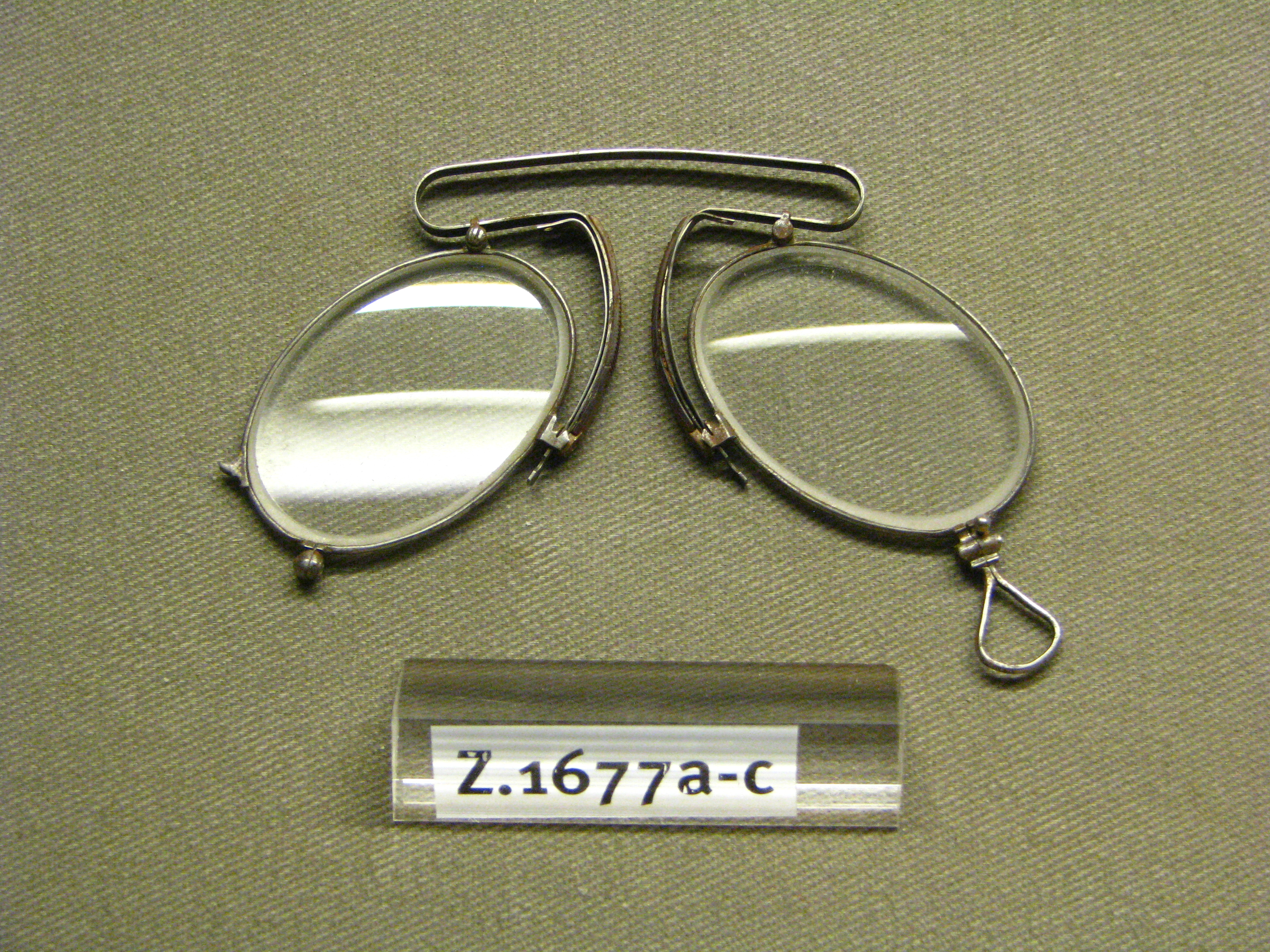
Pincené från ca 1870

Pincené, (uttalas [pɛŋˈsneː], av franska pincenez = klämma + näsa) eller binokel, är en typ av glasögon som hålls fast med en klämma över näsryggen. Binokeln är ofta fästad i ett snöre eftersom den lätt faller av näsan.

## Kända bärare av pincené
- Joakim von Anka
- Alfred Dreyfus
- Gustaf Fröding
- Carl Larsson
- Gustav Mahler
- Henri Poincaré
- Oppfinnar-Jocke
- Joseph Pulitzer
- Max Reger
- Theodore Roosevelt
- Anton Tjechov
- Lev Trotskij
- Émile Zola
- Gustaf V
- Christian Günther
- Erik Satie
- Staffan de Mistura
- Morpheus
- Hercule Poirot